# Giro della Provincia di Reggio Calabria 1967
Il Giro della Provincia di Reggio Calabria 1967, ventottesima edizione della corsa, si svolse il 16 aprile 1967 su un percorso di 237,6 km, con partenza e arrivo a Reggio Calabria. La vittoria fu appannaggio dell'italiano Michele Dancelli, che completò il percorso in 6h16'00", alla media di 37,915 km/h, precedendo i connazionali Vittorio Adorni e Bruno Mealli.

## Ordine d'arrivo (Top 10)
| Pos. | Corridore         | Squadra        | Tempo    |
| ---- | ----------------- | -------------- | -------- |
| 1    | Michele Dancelli  | Vittadello     | 6h16'00" |
| 2    | Vittorio Adorni   | Salamini-Luxor | s.t.     |
| 3    | Bruno Mealli      | Salamini-Luxor | s.t.     |
| 4    | Franco Bitossi    | Filotex        | s.t.     |
| 5    | Luigi Sgarbozza   | Comet-Salamini | s.t.     |
| 6    | René Binggeli     | Max Meyer      | s.t.     |
| 7    | Adriano Passuello | Molteni        | s.t.     |
| 8    | Franco Bodrero    | Molteni        | s.t.     |
| 9    | Mario Di Toro     | Germanvox-Wega | s.t.     |
| 10   | Attilio Benfatto  | Salamini-Luxor | s.t.     |